# 分組碼
分組碼（block code），又名塊碼，是信道編碼（channel coding）技術的一種。它在傳送端發送的原始訊息中，以位元率不會超過信道容量為前提下，加入額外的位元（redundancy），使接收端能夠以最小（理論值為0）的錯誤率解碼。
分組碼主要的特性為它的密碼長度固定（有別於使用變長編碼表的霍夫曼編碼（Huffman Coding））。一般來說分組碼會將包含了k位數的資訊字符s，轉換到包含n位數的編碼字符C(s)；即分組碼長度（block length）為n。
分組編碼是早期移動通訊（mobile communication）系統中，使用的主要信道編碼（channel coding）方式。